# 斯圖爾斯梅登峰
61°54′42″N 9°44′23″E / 61.91167°N 9.73972°E

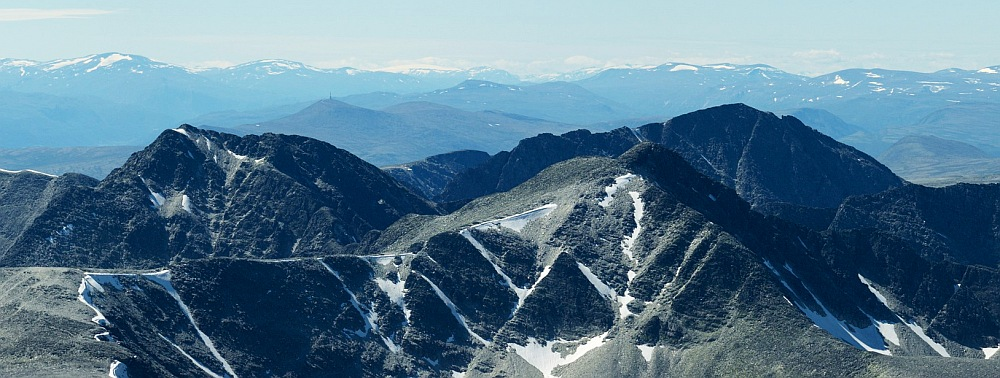

斯圖爾斯梅登峰是挪威的山峰，位於該國東南部內陸郡，處於多夫勒，距離首都奧斯陸230公里，屬於龍達訥山脈的一部分，海拔高度2,016米，鄰近地區屬丘陵地勢。